# 포스콘
포스콘은 1979년에 설립된 대한민국의 시스템 엔지니어링 회사이다. 2010년 1월 22일 포스코 ICT로 통합되었다.